# 西德廣播公司

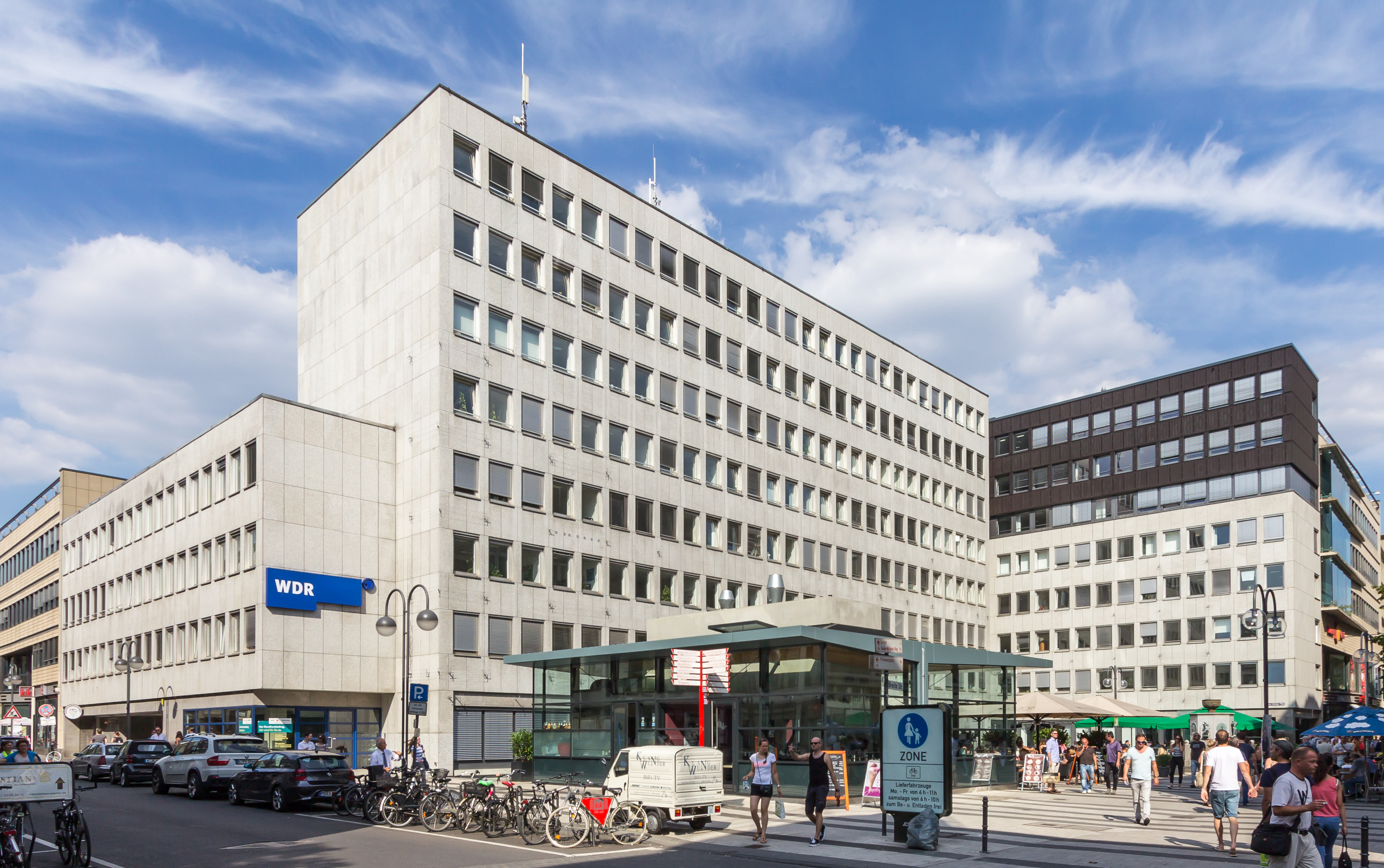
科隆總部

西德廣播公司（德語：Westdeutscher Rundfunk）是位於德國科隆的一個公共廣播電視公司，也是德國公共廣播聯盟的九個加盟公司之一。播出地區是北萊茵-威斯特法倫州。

## 外部連結
- Official website （页面存档备份，存于）